# مائير بن شبات
مئير بن شبات (بالعبرية: מאיר_בן_שבת ؛ Meir Ben-Shabbat، ولد 1966)، هو ضابط مخابرات وسياسي إسرائيلي، من أصل مغربي. ورئيس مجلس الأمن القومي الإسرائيلي منذ 11 نوفمبر 2017. قبل تقلده رئاسة مجلس الأمن القومي، كان بن شبات رئيس المنطقة الجنوبية بالشين بيت. وكان المسؤول عن تخطيط عدة اغتيالات أبرزها عبدالعزيز الرنتيسي وصلاح شحادة وسعد العرابيد.

## نشأة
نشأ مائير بن شبات في أسرة دينية في ديمونا، حيث كان الطفل الثاني عشر من بين 14 طفلاً لمخلوف بن شبات، وعزيزة، يهوديان من أصول مغربية. درس في مدرسة دينية عامة بالمدينة، وبعد ذلك في مدرسة يشيڤا أهل شلومو في بئر سبع. كان مراسل لصحيفة ديمونا المحلية وسلسلة من الصحف في في المنطقة الجنوبية. عند تعيينه في الجيش الإسرائيلي، تم تعيينه في لواء گڤعاتي، حيث حصل على العديد من الجوائز من ضمنها وساماً عسكرياً بارزاً.
مئير شبات
وفي عام 1989، خرج مائير بن شبات من الجيش الإسرائيلي، وتم تجنيده في جهاز الأمن العام (الشاباك)، وشغل عدة وظائف في الشاباك. وخلال خدمته في جهاز الأمن الداخلي، شغل منصب رئيس قسم الإنترنت ورئيس قسم مكافحة الإرهاب والتجسس والبحث والسياسات الوطنية ورئيس الشاباك في المنطقة الجنوبية.
يحمل بن شبات درجة البكالوريوس في العلوم السياسية من جامعة بار-إيلان (بتقدير امتياز) وهو خريج برنامج المدراء وكبار المسؤولين في جامعة تل أبيب. بن شبات متزوج وله أربعة أنجال. ويعيش في مركز شاپيرا، وهي قرية دينية أقيمت في مطلع ع1950، مكان قرية السوافير الغربية الفلسطينية المهجرة، في المنطقة الجنوبية، في وادي الخليل بين كريات ملاخي وعسقلان، وتتبع مجلس شفير الإقليمي.